# Sobralia macrophylla
Sobralie à grandes feuilles
Espèce
Classification phylogénétique
Sobralia macrophylla, Sobralie à grandes feuilles, est une espèce d'orchidées originaire d'Amérique du Sud, appartenant au genre Sobralia.

## Galerie d'images

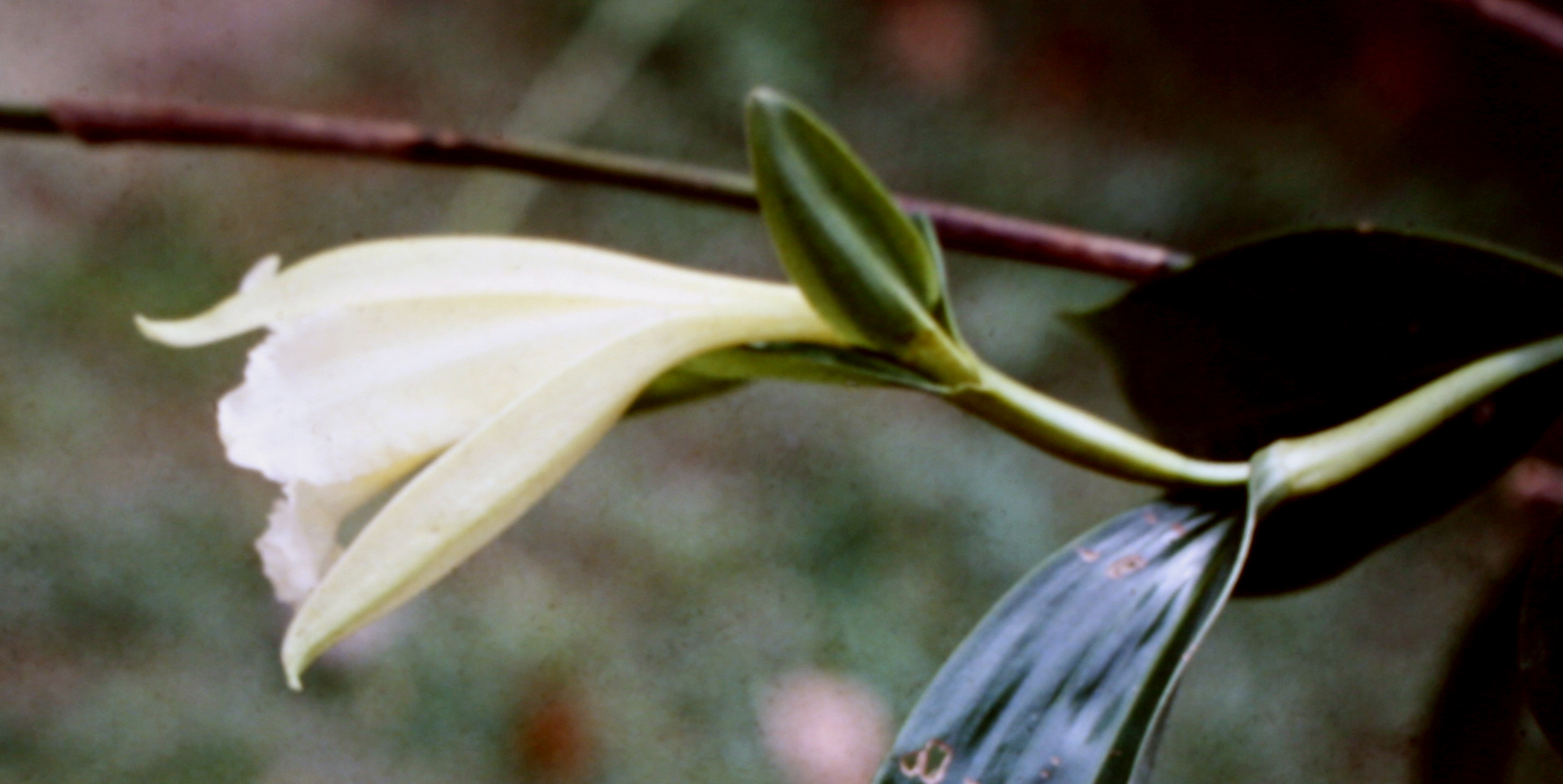
Vue latérale
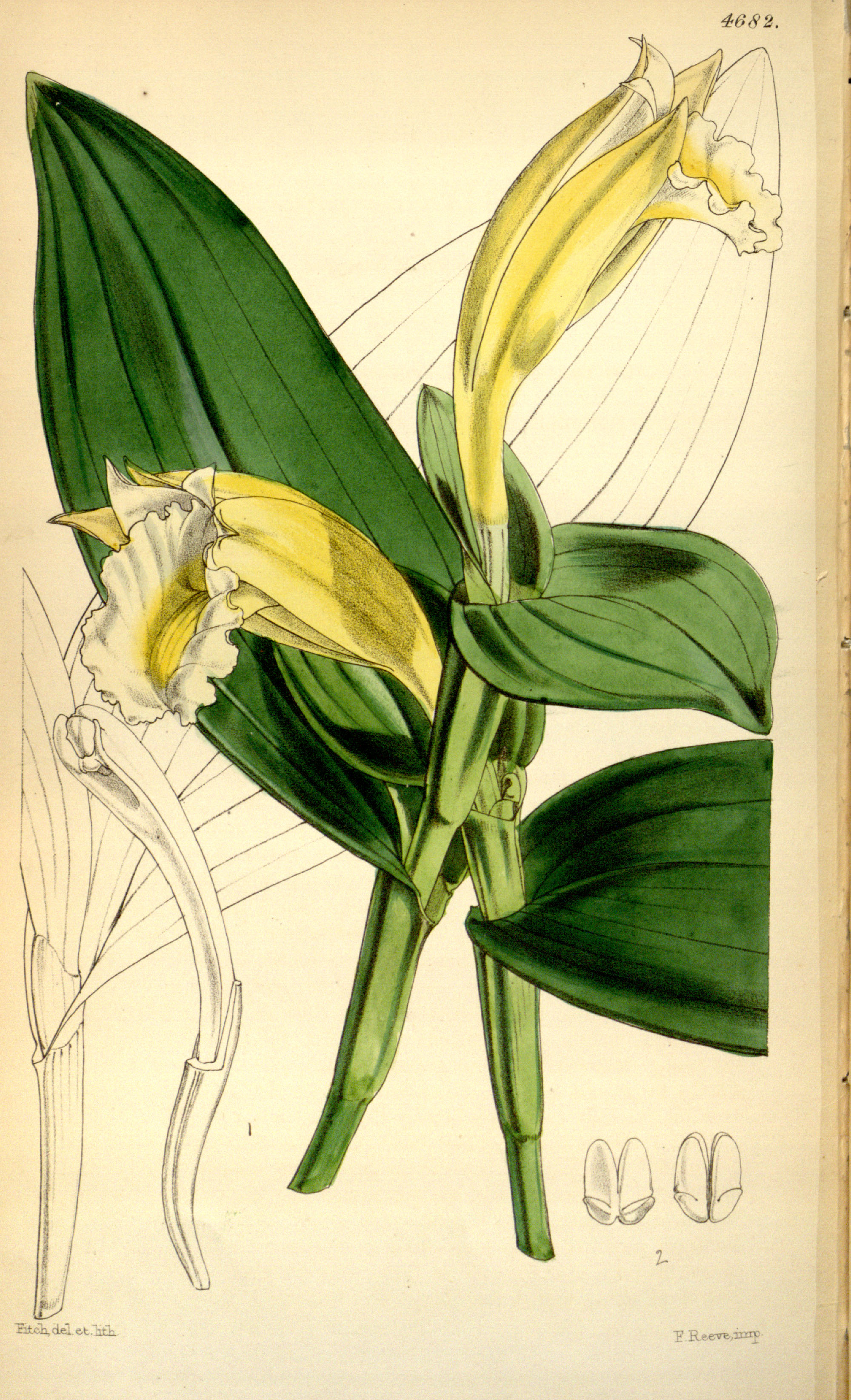
Planche botanique